# Весов, Семён Григорьевич
Семён Григорьевич Весов (1908—1987) — советский работник сельского хозяйства, Герой Социалистического Труда.

## Биография
Родился в 1908 году в селе Нижнее Санчелеево Ставропольского уезда Самарской губернии в крестьянской семье. Сразу после рождения Семёна семья переехала в соседний посёлок Рассвет.
После создания колхоза трудился сначала рядовым колхозником, затем возглавил молочно-товарную ферму.
После начала Великой Отечественной войны был призван в РККА. Служил связистом. Всю войну прошёл в звании рядового, был награждён медалями.
После демобилизации вернулся в родной колхоз «Искра» (позднее переименованный в «Путь Ленина»), возглавил полеводческую бригаду. И в 1948 году ему было присвоено звание Героя Социалистического Труда за исключительные заслуги перед государством, выразившиеся в получении в 1947 году урожая ржи 30,4 центнеров с гектара на площади 42,1 га)
Позднее трудился бригадиром животноводческой бригады, где он и работал до выхода на пенсию. Однако даже на пенсии продолжал трудиться: сторожил полевой стан.
Скончался в 1987 году.

## Награды
- Герой Социалистического Труда (1948, за исключительные заслуги перед государством, выразившиеся в получении в 1947 году урожая ржи 30,4 центнеров с гектара на площади 42,1 га);
- орден Ленина (1948);
- орден Отечественной войны II степени (1985);
- медали.